# Juan Manuel Álvarez (futbolista nacido en 1996)
Juan Manuel Álvarez Hernández (Ahome, Sinaloa, México, 1 de julio de 1996) es un futbolista mexicano, juega como Lateral derecho y actualmente juega en el Raya2 Expansión de la Liga de Expansión MX.

## Trayectoria

### Raya2 Expansión
En el 2021 se da su llegada al nuevo equipo filial del CF Monterrey en la Liga de Expansión MX llamado Raya2 Expansión.

## Estadísticas
Actualizado el 15 de abril de 2019.
| C.F. Monterrey · México          | 1.ª                 | 2015-16             | 1  | 0 | 1 | 0 | - | - | 2  | 0 |
| C.F. Monterrey · México          | 1.ª                 | 2016-17             | 0  | 0 | 0 | 0 | - | - | 0  | 0 |
| C.F. Monterrey · México          | 1.ª                 | 2017-18             | 1  | 0 | 3 | 0 | - | - | 4  | 0 |
| C.F. Monterrey · México          | Total               | Total               | 2  | 0 | 4 | 0 | 0 | 0 | 6  | 0 |
| Gavilanes · México               | 3.ª                 | 2018-19             | 8  | 0 | - | - | - | - | 8  | 0 |
| Gavilanes · México               | Total               | Total               | 8  | 0 | 0 | 0 | 0 | 0 | 8  | 0 |
| North Texas Estados Unidos       | 3.ª                 | 2020                | 5  | 0 | - | - | - | - | 5  | 0 |
| North Texas Estados Unidos       | Total               | Total               | 5  | 0 | 0 | 0 | 0 | 0 | 5  | 0 |
| Raya2 · México                   | 2.ª                 | 2021-22             | 0  | 0 | - | - | - | - | 0  | 0 |
| Raya2 · México                   | Total               | Total               | 0  | 0 | 0 | 0 | 0 | 0 | 0  | 0 |
| Total en su carrera              | Total en su carrera | Total en su carrera | 15 | 0 | 4 | 0 | 0 | 0 | 19 | 0 |
| (1) Incluye datos de la Copa MX. |                     |                     |    |   |   |   |   |   |    |   |

## Palmarés

### Títulos nacionales
| Título  | Club      | País   | Año  |
| ------- | --------- | ------ | ---- |
| Copa MX | Monterrey | México | 2017 |